# Dirk Sonnenschein

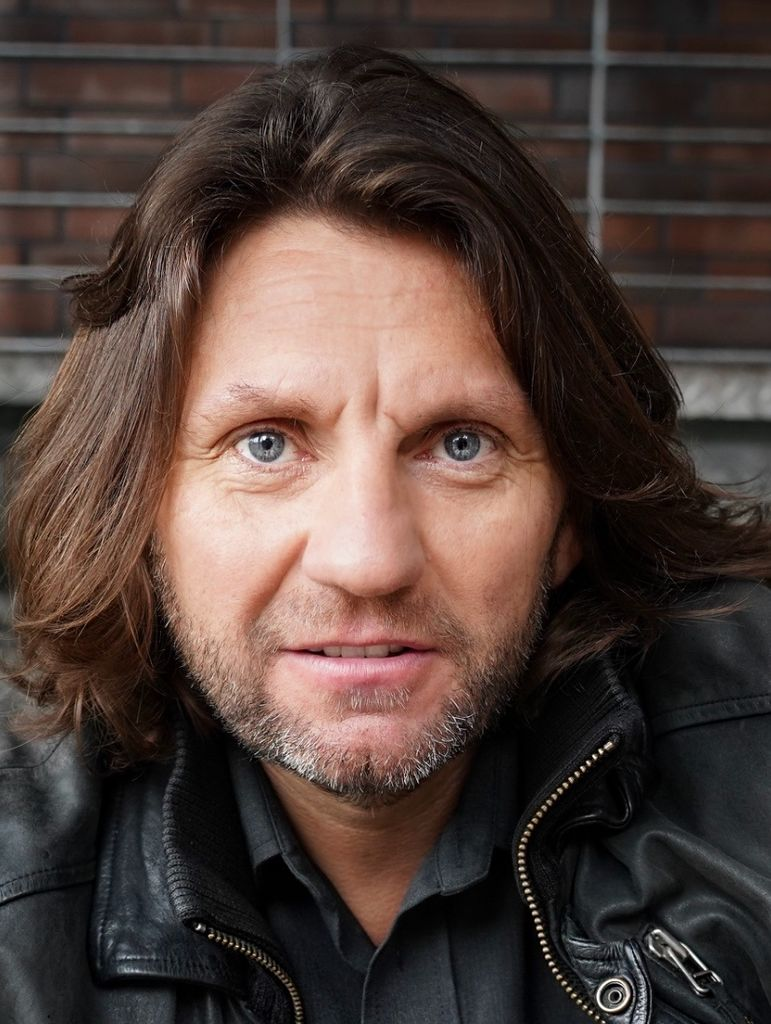
Dirk Sonnenschein

Dirk Sonnenschein (* 27. November 1970 in Essen) ist ein deutscher Schauspieler.

## Leben
Dirk Sonnenschein arbeitete von 1996 bis 1999 im Freizeit- und Entertainmentpark Warner Bros. Movie World als Schauspieler. Danach absolvierte er eine Schauspielausbildung nach Stanislawski in Dortmund. Nach der Ausbildung spielte er in verschiedenen Theaterstücken und Kurzfilmen mit. Einem größeren Publikum wurde Sonnenschein in der Rolle des Axel Schöttler in der RTL-Soap Unter uns bekannt. Unter anderem war Sonnenschein in Alarm für Cobra 11 – Die Autobahnpolizei, Aktenzeichen XY … ungelöst, Scars of Xavier und in der „Deutschland-Saga“ von Terra X zu sehen. Im Fernsehfilm Tatort war er ebenfalls zu sehen.

## Filmografie (Auswahl)
- 2002–2003: Unter uns (Fernsehserie, 4 Folgen)
- 2002: Die Boten Michaels
- 2002: Devils
- 2003: Anwälte der Toten (Fernsehserie, eine Folge)
- 2012–2017: Alarm für Cobra 11 – Die Autobahnpolizei (Fernsehserie, verschiedene Rollen, 4 Folgen)
- 2013: Niedrig und Kuhnt – Kommissare ermitteln (Fernsehserie, Folge Auf engstem Raum)
- 2014–2015: There Was To Be Peace (Webserie, 2 Folgen)
- 2014: Terra X – Deutschland-Saga (Fernsehdokumentation)
- 2014: Schicksale – und plötzlich ist alles anders (Fernsehserie)
- 2014: Aktenzeichen XY … ungelöst
- 2015: Ghettoveteran
- 2016: Volt (Kinofilm)
- 2016: Robbi, Tobbi und das Fliewatüüt (Kinofilm)
- 2017: Burning Paradise (Kurzfilm)
- 2017: Blake (Kurzfilm)
- 2017: Dreadnought
- 2017: Scars 0f Xavier
- 2018: Sankt Maik (Fernsehserie, 1 Folge)
- 2018: Gladbeck
- 2018: Meine teuflisch gute Freundin
- 2019: Chartbreaker
- 2021: Der Lehrer
- 2022: Rohdiamanten
- 2023: Comedy rettet die Welt